# Maria Mielczarek
Maria Krystyna Mielczarek (ur. 28 sierpnia 1934 w Pabianicach, zm. 25 września 1974) – polska inżynier włókiennik, poseł na Sejm PRL IV kadencji.

## Życiorys
Uzyskała wykształcenie wyższe, z zawodu inżynier włókiennik. Pracowała jako kierownik oddziału wykończalni w Zakładach Przemysłu Bawełnianego im. Bojowników Rewolucji 1905 r. w Pabianicach. W 1965 uzyskała mandat posła na Sejm PRL w okręgu Pabianice z ramienia Polskiej Zjednoczonej Partii Robotniczej. W parlamencie zasiadała w Komisji Handlu Zagranicznego, ponadto pełniła funkcję sekretarza Sejmu.
Pochowana na cmentarzu Doły w Łodzi.